# Walenstadt
Walenstadt est une commune suisse du canton de Saint-Gall, située dans la circonscription électorale de Sarganserland.

Photo aérienne prise à 400 m par Walter Mittelholzer (1934)

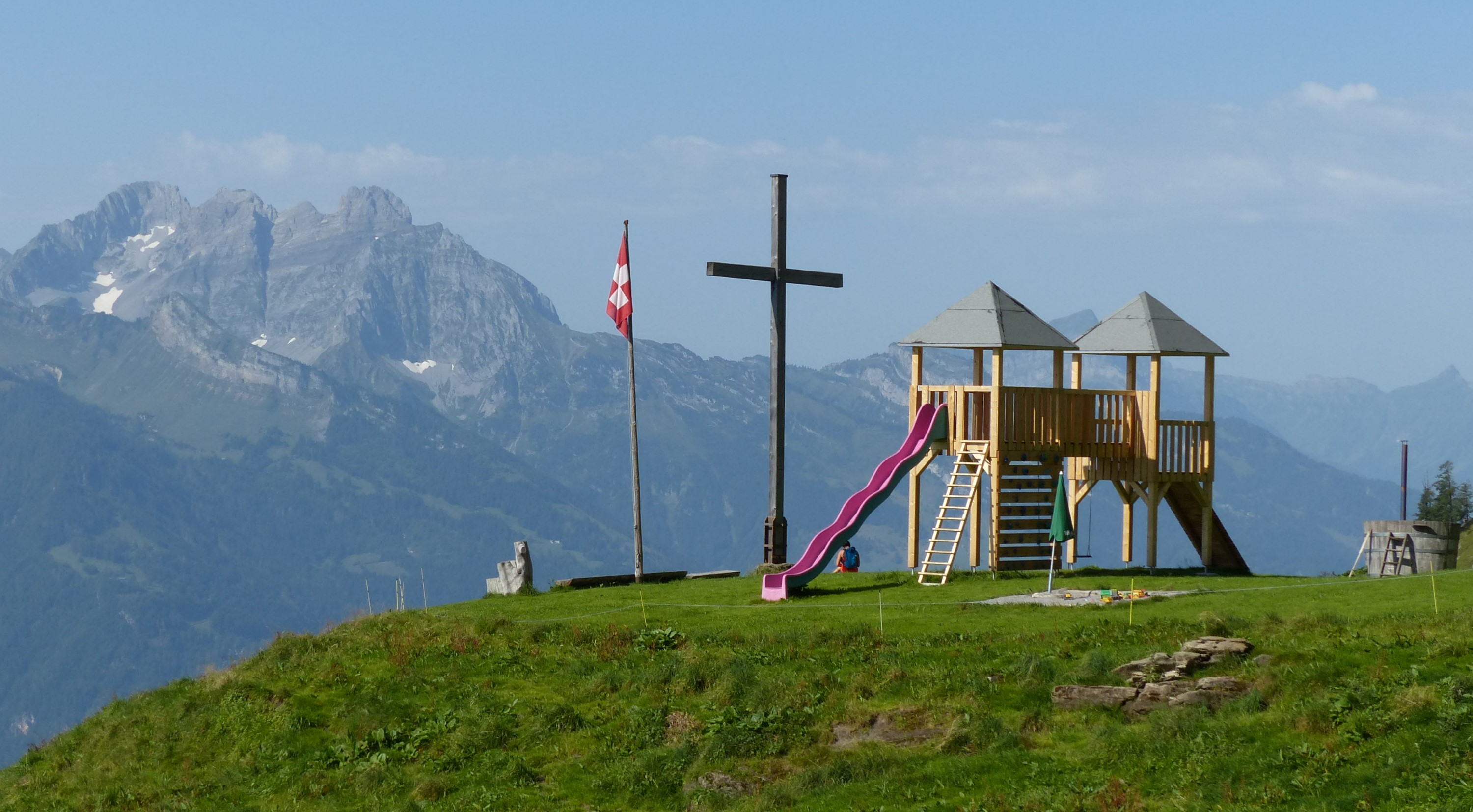
Un aire de jeu avec une croix chrétienne et un drapeau suisse à Walenstadt, au lieu dit Tschingla au dessus du lac de Walenstadt. Aout 2021.

## Personnalités
- Eduard Thurneysen (1888-1974), théologien protestant